# 2019-es magyar asztalitenisz-bajnokság
A 2019-es magyar asztalitenisz-bajnokság a százkettedik magyar bajnokság volt. A bajnokságot március 1. és 3. között rendezték meg Budapesten, az Ormai László Csarnokban.

## Eredmények
| Versenyszám  | Arany                                                                    | Arany | Ezüst                                                        | Ezüst | Bronz | Bronz |
| ------------ | ------------------------------------------------------------------------ | ----- | ------------------------------------------------------------ | ----- | --- | ----- |
| Férfi egyéni | Szudi Ádám SPG Wels                                                      |       | Ecseki Nándor TTC Ober-Erlenbach                             |       | Majoros Bence TSV Bad Königshofen Do Phuong Nam BVSC-Zugló                                                               |       |
| Női egyéni   | Pergel Szandra Budaörsi SC                                               |       | Madarász Dóra Szekszárd AC                                   |       | Bálint Bernadett Szekszárd ACPeterman-Varga Tímea Budapesti Erdért SE                                                    |       |
| Férfi páros  | Fazekas Péter, Magyar László Celldömölki VSE, SV Plüderhausen            |       | Ecseki Nándor, Szudi Ádám TTC Ober-Erlenbach , SPG Wels      |       | Katus Krisztián, Lung Dániel Komló Sport, Győri Elektromos VSKAndrás Csaba, Both Olivér BVSC-Zugló                       |       |
| Női páros    | Bálint Bernadett, Imre Leila Szekszárd AC                                |       | Hartbrich Leonie, Fehér Orsolya TTC Weinheim , Diósgyőri VTK |       | Ambrus Krisztina, Peterman-Varga Tímea Budapesti Erdért SEPergel Szandra, Madarász Dóra Budaörsi SC, Szekszárd AC        |       |
| Vegyes páros | Fazekas Péter, Peterman-Varga Tímea Celldömölki VSE, Budapesti Erdért SE |       | Katus Krisztián, Tóth Kata Komló Sport, Budapesti Erdért SE  |       | Lung Dániel, Imre Leila Győri Elektromos VSK, Szekszárd ACEcseki Nándor, Madarász Dóra TTC Ober-Erlenbach , Szekszárd AC |       |